# Mémorial de la Shoah
Il Mémorial de la Shoah è il memoriale centrale dell'Olocausto in Francia. Si trova a Parigi, in rue Geoffroy l'Asnier, 17. 

## Storia
Il Mémorial de la Shoah è nato per mantenere il ricordo sulla persecuzione subita degli ebrei nella Francia occupata dalla Germania nazista e nel territorio controllato dal Governo di Vichy tra il 1940 e il 1944 ed è nato dalla fusione di due realtà precedenti, il Centre de documentation juive contemporaine e il Mémorial du Martyr juif inconnu. 
Nel 2012 è stata aperta una sede secondaria che si trova all'ex-campo di internamento di Drancy.

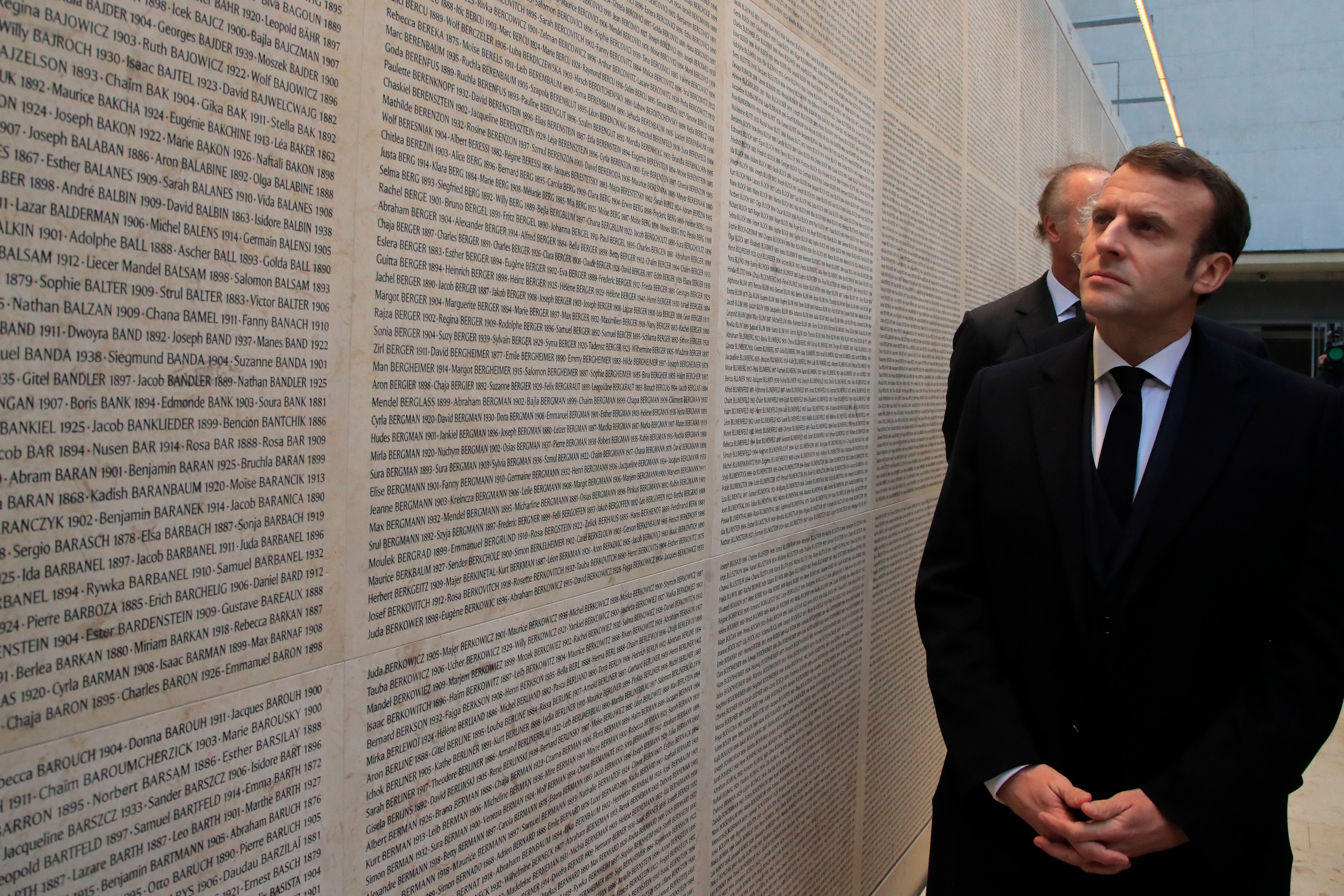
Il presidente Macron davanti al Muro dei Nomi.

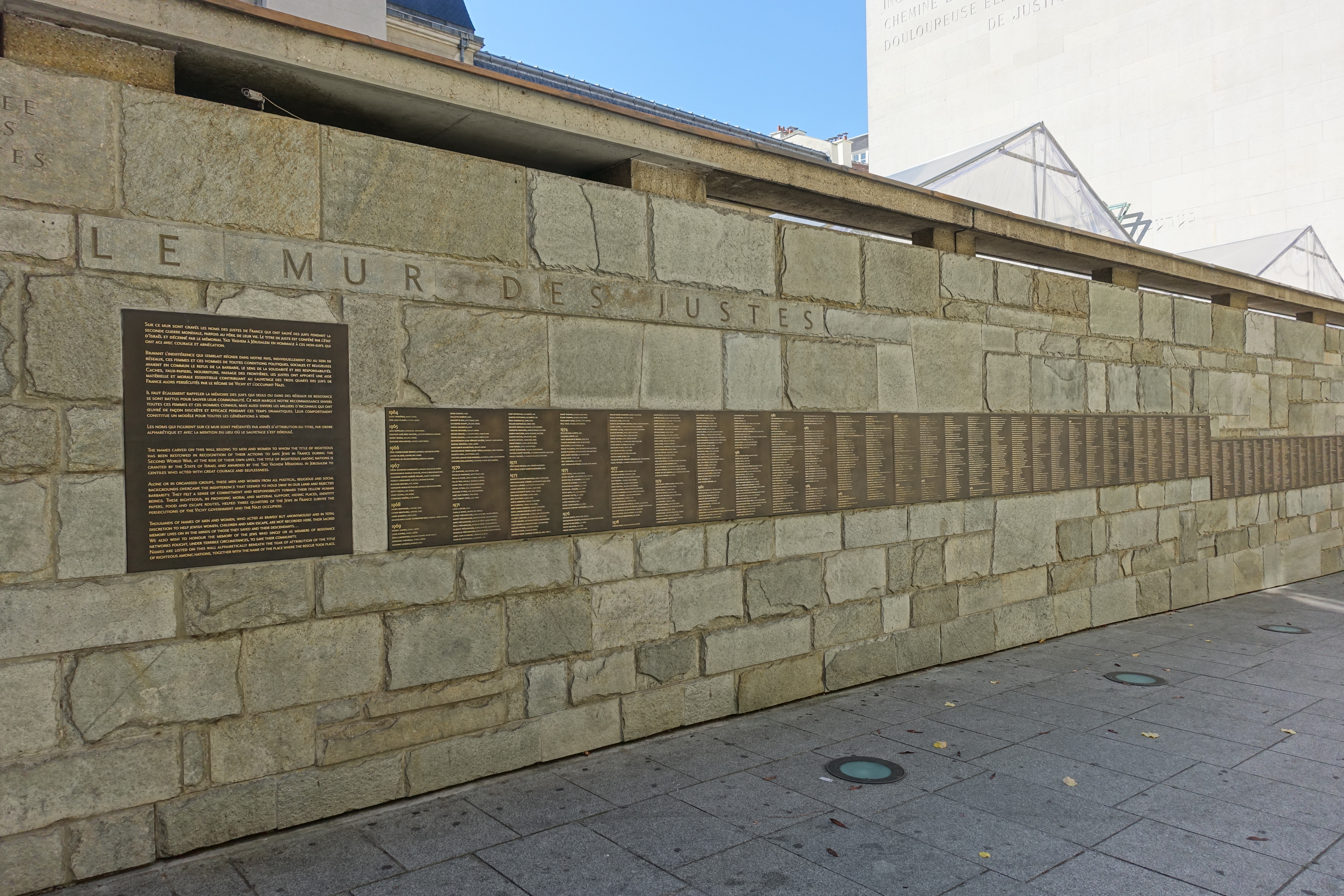
Muro dei Giusti.

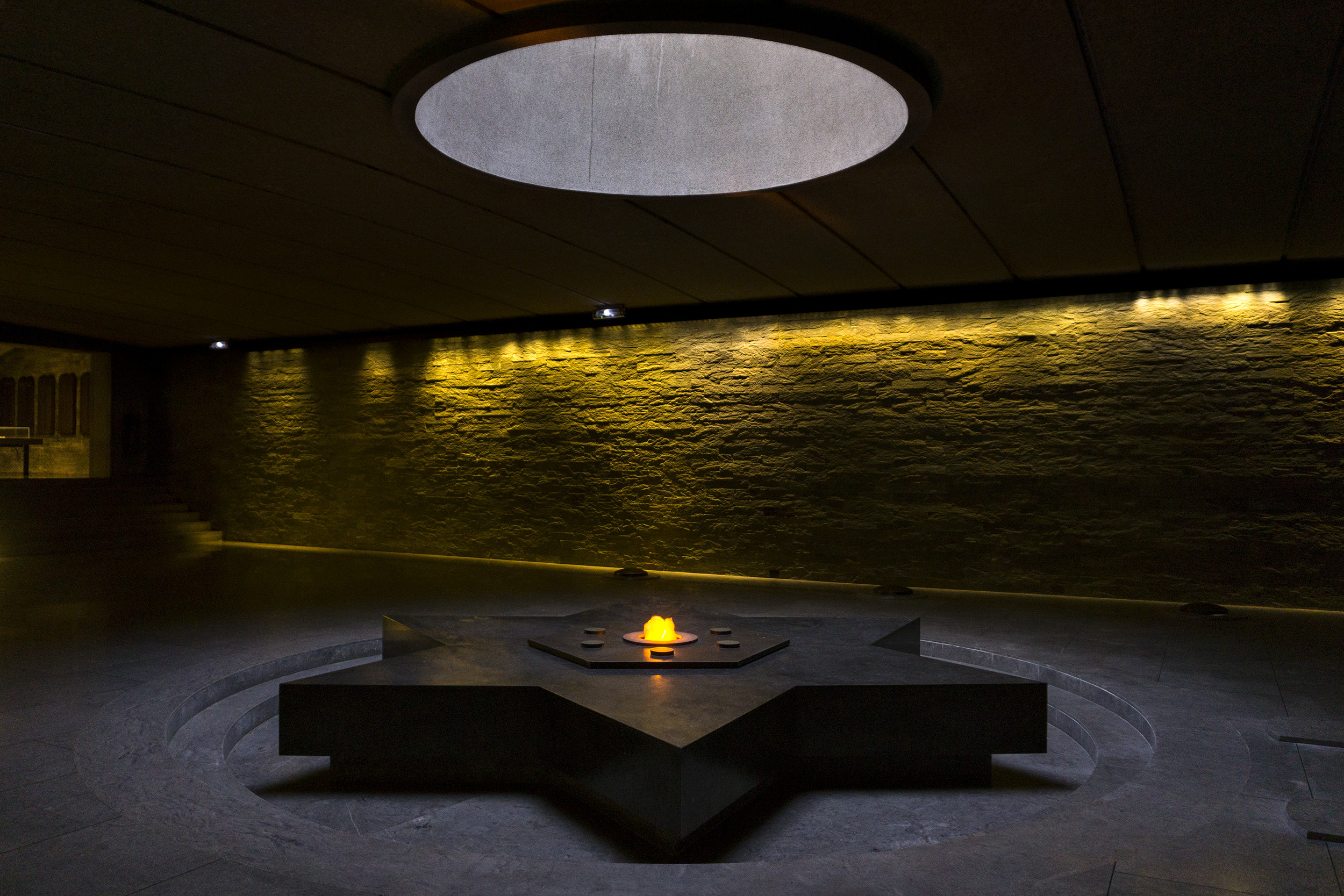
Cripta.

## Descrizione
Il memoriale comprende varie strutture, come la tomba del martire ebreo ignoto, che si trova in un locale sotterraneo denominato la cripta, il Muro dei Nomi, il Monumento dei Bambini e il Muro dei Giusti. Viene proposta inoltre una ricca documentazione ebraica contemporanea.

### Muro dei Giusti
Si trova nel vicolo dei Giusti, accanto al Memoriale. Riporta i nomi delle donne e degli uomini giudicati «Giusti» poiché rischiarono la vita per salvare gli ebrei francesi durante la seconda guerra mondiale. Non sono stati occupati tutti gli spazi, in attesa di altri nomi da inserire.
In tutto il mondo sono circa ventiquattromila i Giusti tra le nazioni, e tra questi oltre tremila in Francia, col caso particolare del villaggio di Le Chambon-sur-Lignon, citato collettivamente.

### Muro dei Nomi
Venne inaugurato il 27 gennaio 2005 dal presidente francese Jacques Chirac e dalla già Presidente del Parlamento europeo Simone Veil. Riportava l'elenco con i nomi di 75.568 ebrei deportati dalla Francia. Il centro di documentazione conserva le modifiche e gli errori di ortografia rilevati dalle famiglie o provenienti da nuove fonti di archivio. Nel 2019 il Muro dei nomi è stato chiuso al pubblico per una completa revisione. Vennero apportate 6.200 correzioni, con aggiunta e cancellazione di nomi. Il 27 gennaio 2020 il muro è stato nuovamente inaugurato alla presenza del presidente Emmanuel Macron.

### Cripta
Il locale sotterraneo conserva la tomba del martire ebreo ignoto, oggetto di omaggio da parte di personalità politiche e di cultura internazionali in visita al memoriale.